# 明曾蒂·尤若夫
明曾蒂·尤若夫（匈牙利語：Mindszenty József；1892年3月29日—1975年5月6日）是匈牙利籍天主教司鐸級樞機及埃斯泰尔戈姆總教區總主教。50年間，他在匈牙利毫不妥協的反對法西斯主義和共產主義，支持宗教自由。

## 生平

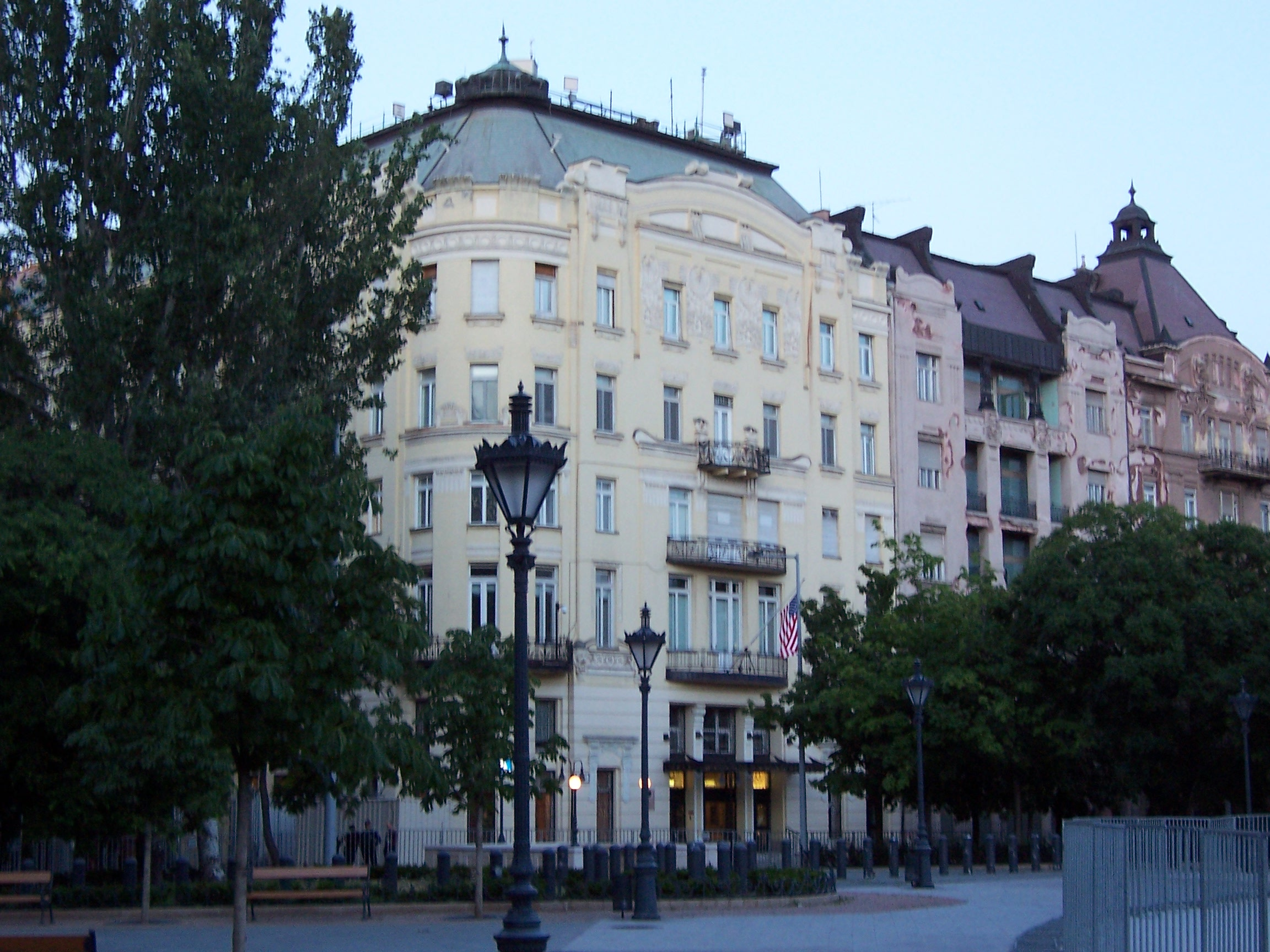
美国驻匈牙利使馆

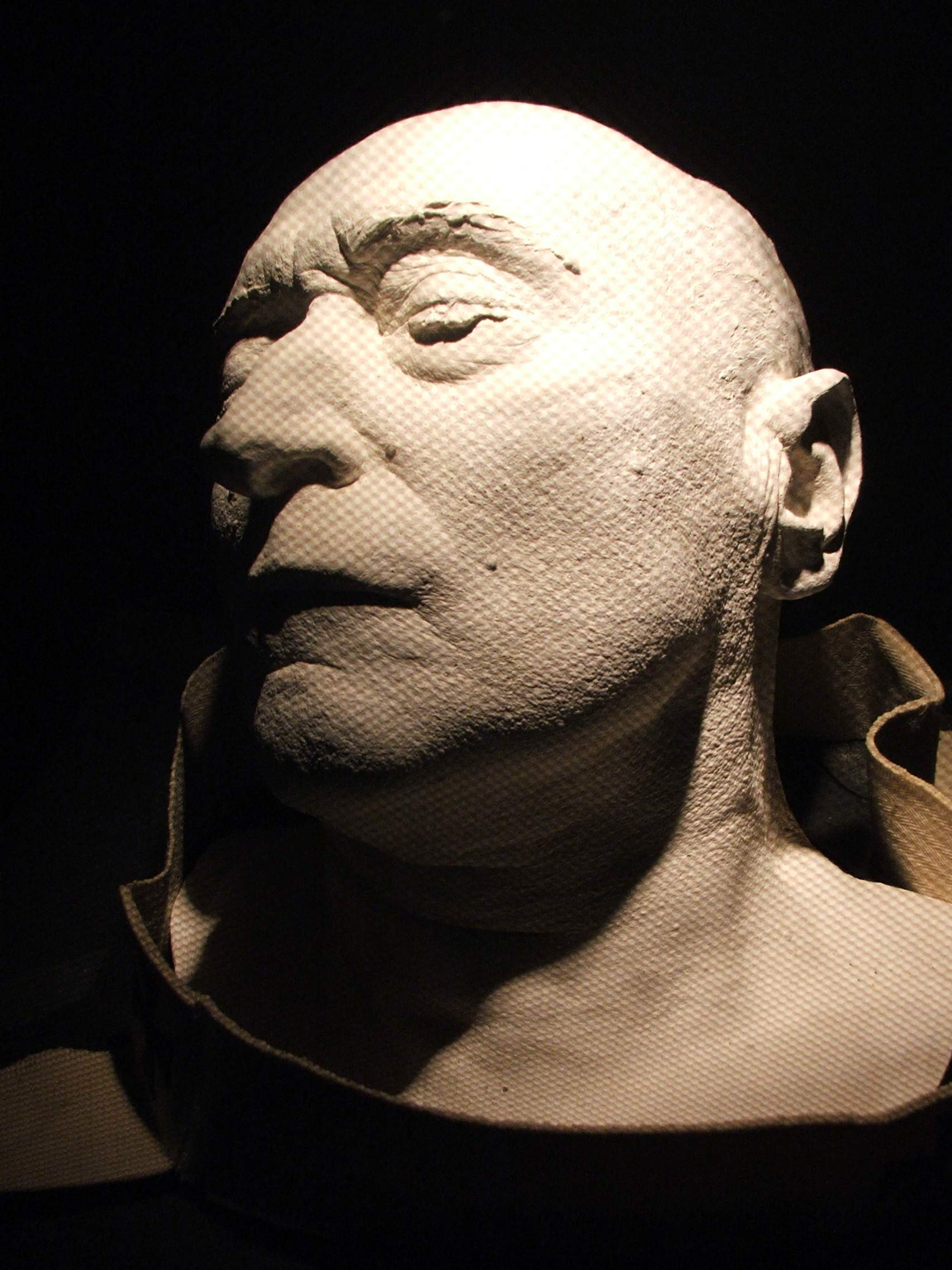
埃斯泰尔戈姆明曾蒂博物馆的死亡面具

明曾蒂於1892年3月29日在奧匈帝國切希明德森特出生。他於1915年6月12日晉鐸。第二次世界大戰期間，他被親納粹的當局囚禁。他於1944年3月25日晉牧，並獲教宗庇護十二世任命為維斯普雷姆總教區總主教。他於1945年10月2日獲任為埃斯泰尔戈姆总教區總主教。
戰後，他反對匈牙利共產黨政府的迫害。結果他遭受酷刑，在1949年的作秀審判中被判無期徒刑，引起了全世界的譴責，包括一項聯合國決議。他入獄8年後因發生1956年匈牙利革命而獲自由，隨後得到美國駐匈牙利大使館的政治庇護，敏真諦在使館內生活了15年之久，1971年終於獲准離開這個國家。他於1975年5月6日在奧地利維也納去世，葬於埃斯泰爾戈姆聖殿。

## 紀念及封聖階段

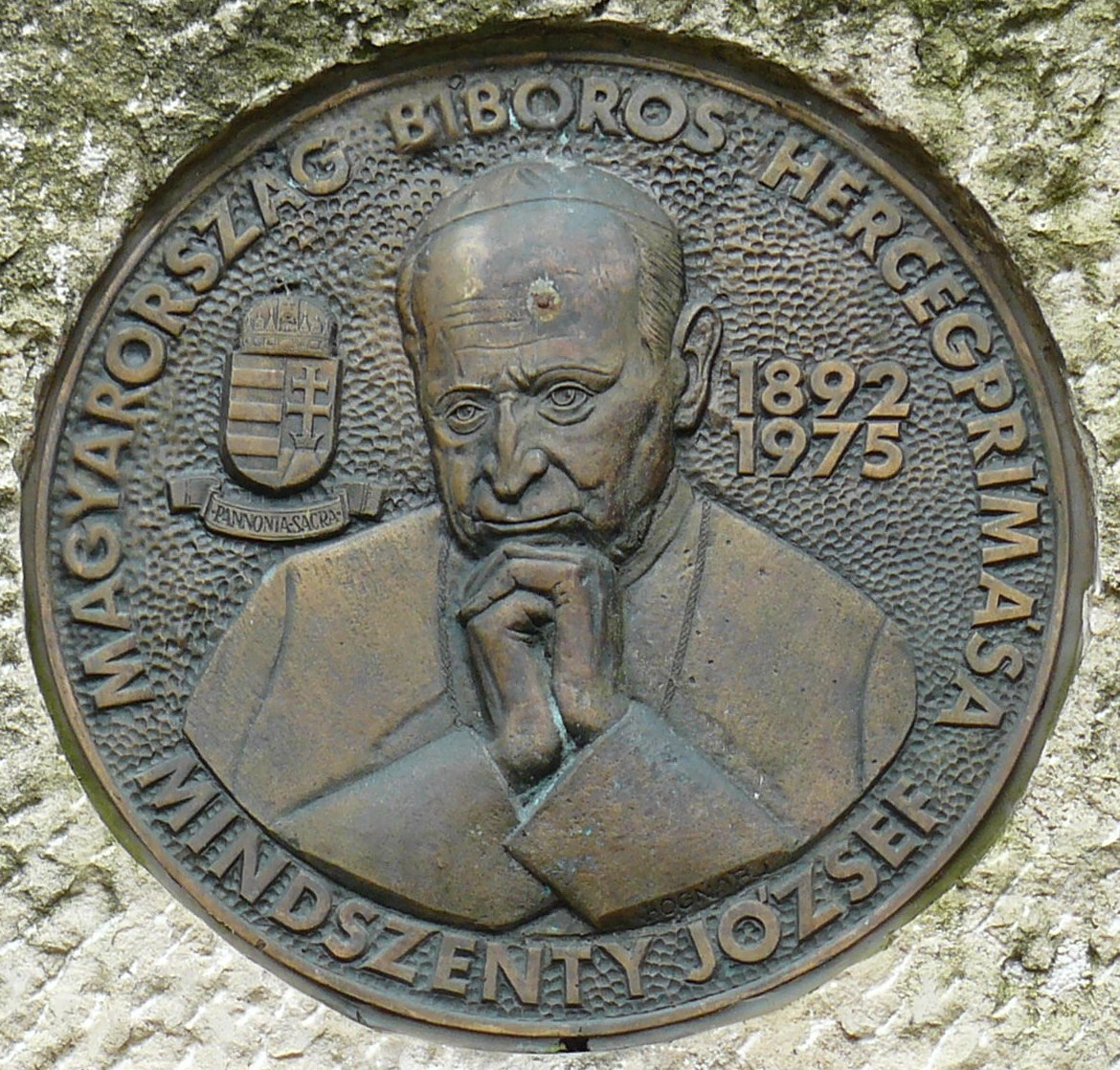
明曾蒂纪念牌

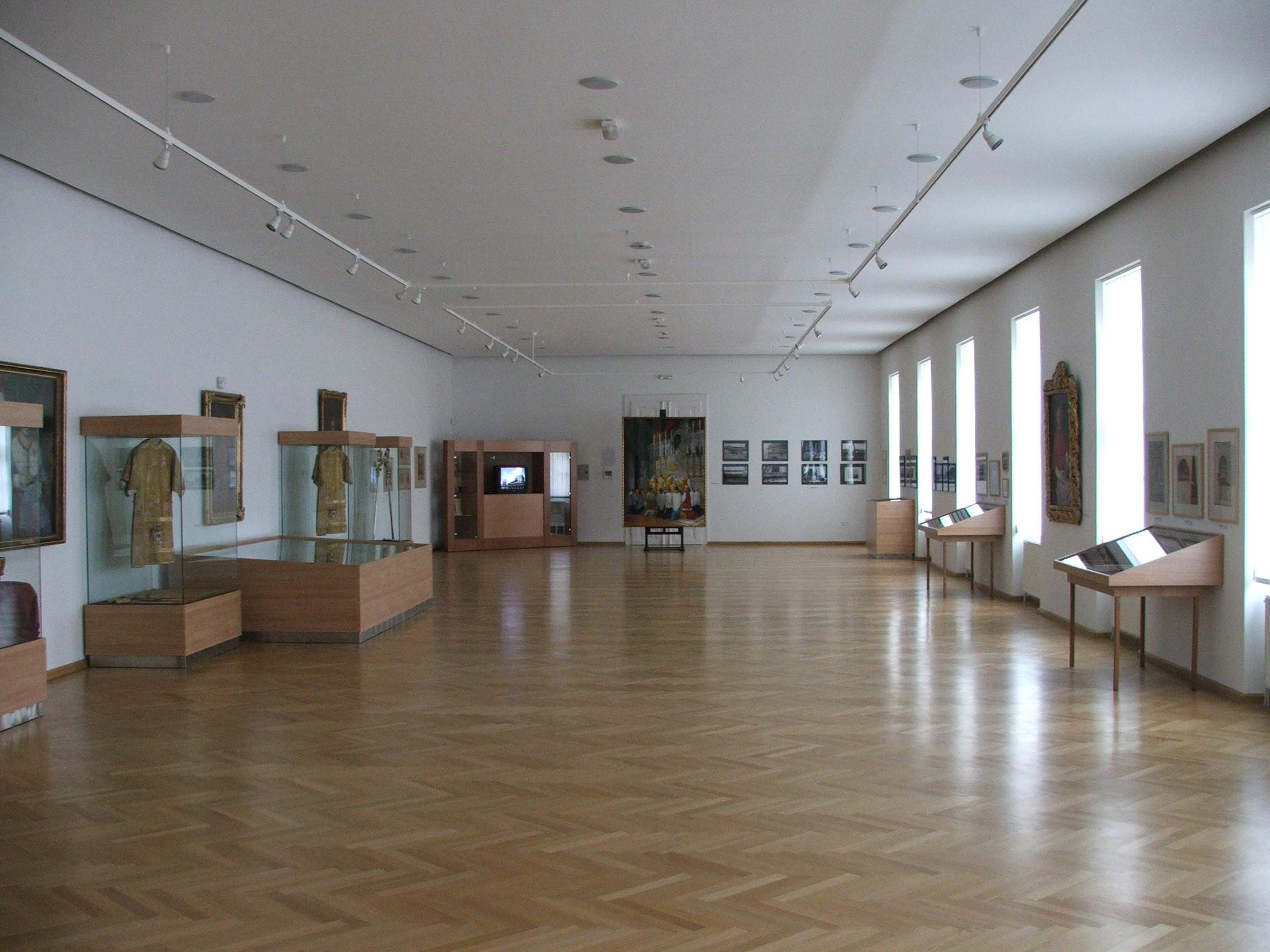
艾斯特根敏真諦博物馆

2015年5月7日，聖座國務樞機卿伯多祿·帕羅林主持彌撒，紀念明曾蒂·尤若夫於匈牙利樞機晉鐸一百周年、獲任命為該國首席主教七十周年以及逝世四十周年。
他於2019年2月獲封為「可敬者」。